# Mokrá Lúka
Mokrá Lúka (deutsch Nassewiese, ungarisch Vizesrét) ist eine Gemeinde in der südlichen Mittelslowakei mit 545 Einwohnern (Stand 31. Dezember 2024), die zum Okres Revúca, einem Kreis des Banskobystrický kraj, gehört und in der traditionellen Landschaft Gemer liegt.

## Geographie
Die Gemeinde befindet sich im Bergland Revúcka vrchovina im Slowakischen Erzgebirge, im oberen Tal des Muráň im Einzugsgebiet der Slaná. Das Ortszentrum liegt auf einer Höhe von 297 m n.m. und ist drei Kilometer von Revúca entfernt.
Nachbargemeinden sind Revúca im Westen und Norden, Chyžné im Nordosten, Revúcka Lehota im Osten, Lubeník im Südosten, Turčok im Süden und Sirk im Südwesten.

## Geschichte

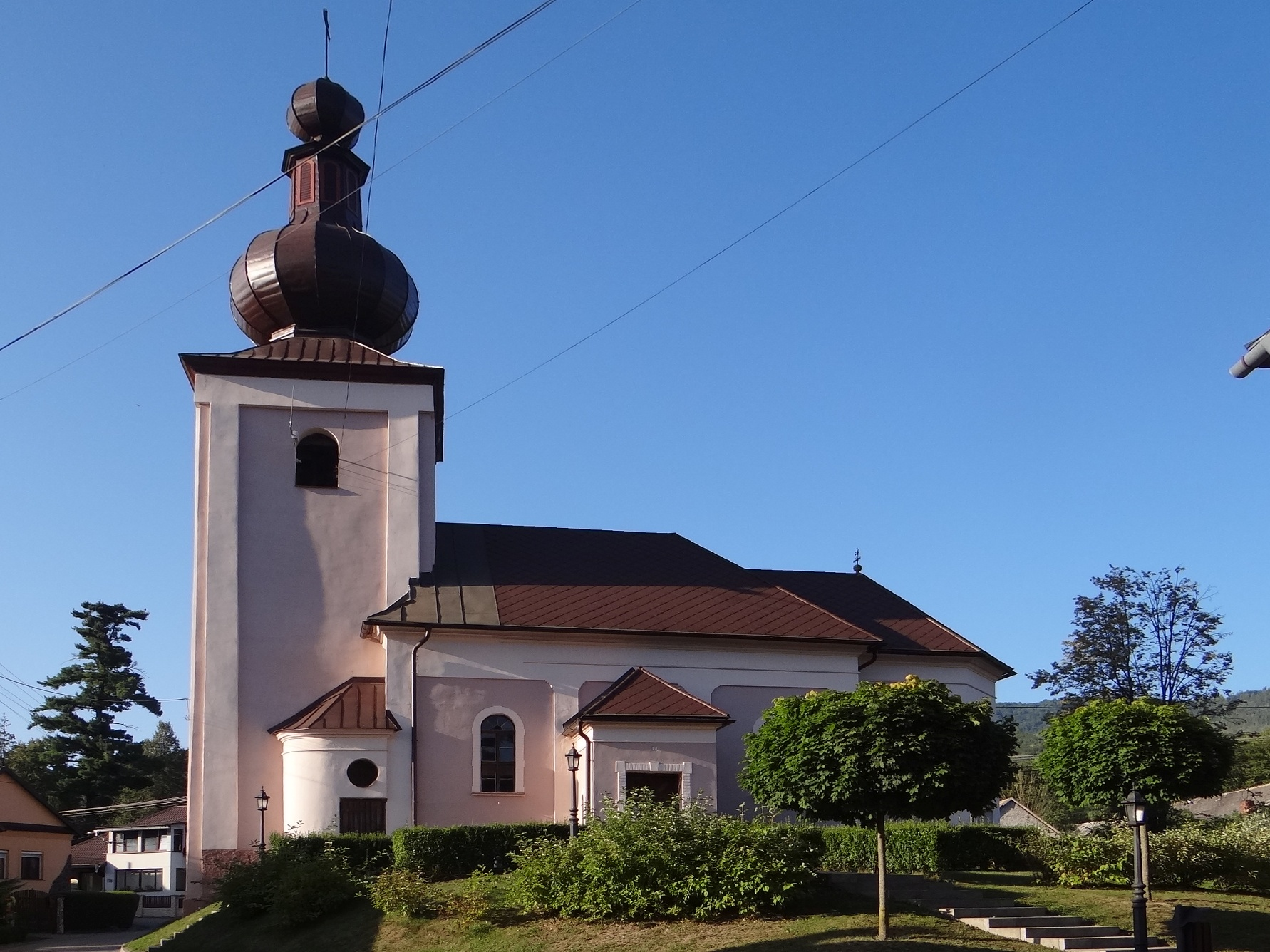
Römisch-katholische Kirche in Mokrá Lúka

Mokrá Lúka wurde zum ersten Mal 1427 als Kerekreth schriftlich erwähnt, weitere historische Bezeichnungen sind unter anderen Mokra Lucca (1468), Mocra Lwka (1557), Mukra Luka alias Vizesret (1582) und Mokra Luka (1773). Das Dorf lag zuerst im Herrschaftsgebiet von Eltsch, ab der Mitte des 15. Jahrhunderts in jenem der Burg Muráň. Im Mittelalter waren die Einwohner als Gerber, Köhler, Schmiede und im Eisenhüttenwesen tätig. Ab dem 18. Jahrhundert arbeiteten hier Eisenwerke, im 19. Jahrhundert kamen dazu je zwei Hochöfen und Hammerwerke. 1828 zählte man 85 Häuser und 827 Einwohner, die auch als Landwirte beschäftigt waren.
Bis 1918 gehörte der im Komitat Gemer und Kleinhont liegende Ort zum Königreich Ungarn und kam danach zur Tschechoslowakei beziehungsweise heute Slowakei. Von 1976 bis 1992 war Mokrá Lúka ein Stadtteil von Revúca.

## Bevölkerung
| Jahr                | 1994 | 2004     | 2014    | 2024    |
| ------------------- | ---- | -------- | ------- | ------- |
| Anzahl der Personen | 458  | 536      | 513     | 545     |
| Unterschied         |      | +17,03 % | −4,29 % | +6,23 % |

| Jahr                | 2023 | 2024    |
| ------------------- | ---- | ------- |
| Anzahl der Personen | 557  | 545     |
| Unterschied         |      | −2,15 % |

Nach der Volkszählung 2011 wohnten in Mokrá Lúka 533 Einwohner, davon 490 Slowaken, sieben Tschechen und fünf Magyaren. Ein Einwohner gab eine andere Ethnie an und 30 Einwohner machten keine Angabe zur Ethnie.
176 Einwohner bekannten sich zur Evangelischen Kirche A. B., 120 Einwohner zur römisch-katholischen Kirche, sechs Einwohner zur evangelisch-methodistischen Kirche, zwei Einwohner zu den Baptisten sowie jeweils ein Einwohner zu den Brethren, zur griechisch-katholischen Kirche, zur neuapostolischen Kirche, zur orthodoxen Kirche und zur reformierten Kirche. 171 Einwohner waren konfessionslos und bei 53 Einwohnern wurde die Konfession nicht ermittelt.

## Baudenkmäler

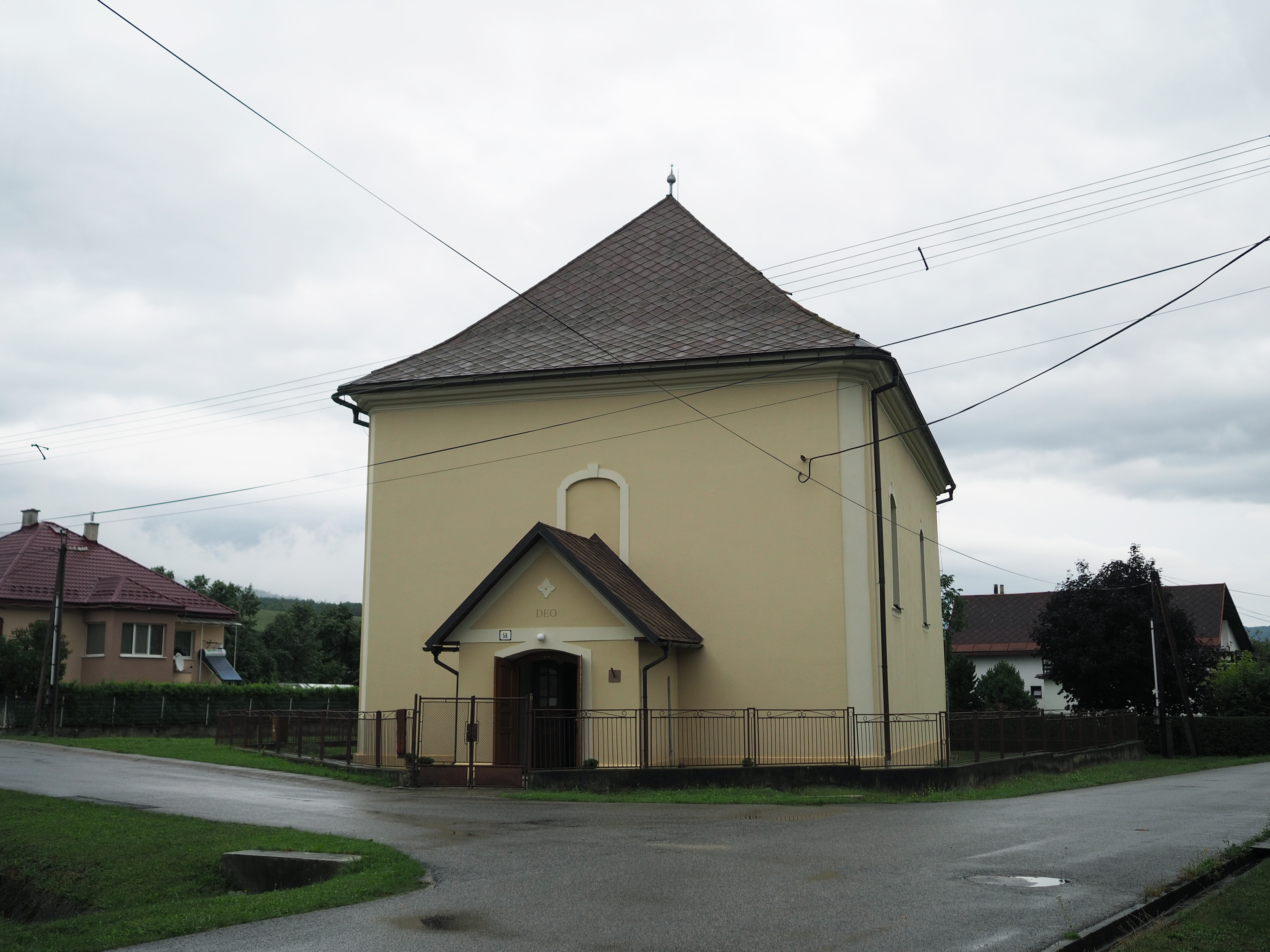
Evangelische Kirche

- evangelische Toleranzkirche im klassizistischen Stil aus dem Jahr 1795[6]
- römisch-katholische Kirche Mariä Heimsuchung aus dem ersten Viertel des 18. Jahrhunderts

## Verkehr
Durch Mokrá Lúka führt die Straße 2. Ordnung 532 zwischen Tornaľa-Behynce und Muráň. Es gibt eine Haltestelle an der Bahnstrecke Plešivec–Muráň, allerdings ohne regelmäßigen Personenverkehr (seit 2011).